# Monomorium noualhieri
Monomorium noualhieri là một loài kiến đặc hữu của Algérie.